# Paul Héroult
El científico francés Paul (Louis-Toussaint) Héroult (10 de abril de 1863 – 9 de mayo de 1914) fue el inventor de la electrólisis de aluminio y del horno de acero eléctrico. Vivió en Thury-Harcourt, Normandia.